# Samuel C. Hyde

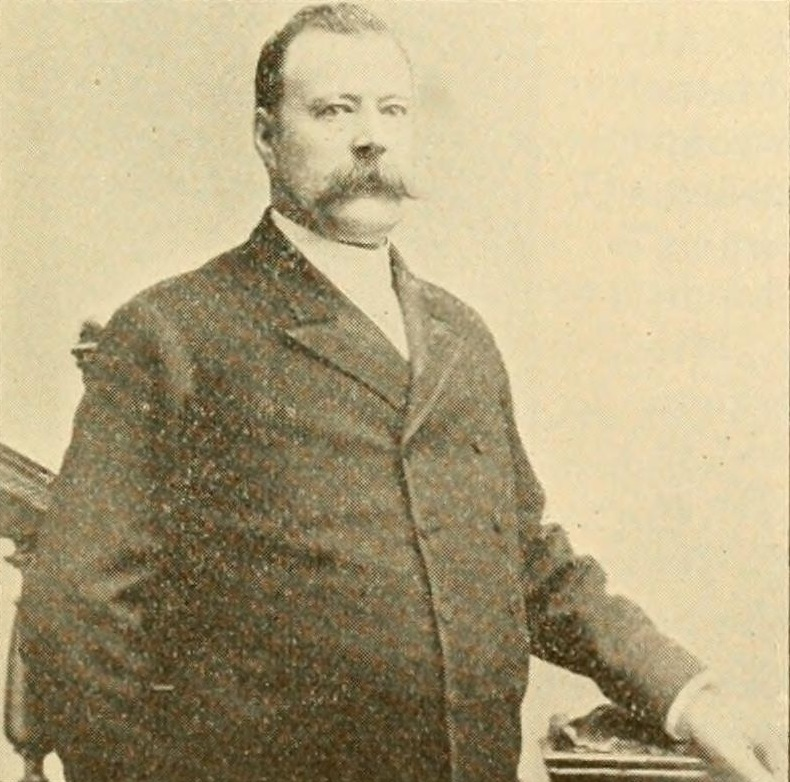
Samuel C. Hyde

Samuel Clarence Hyde (* 22. April 1842 in Fort Ticonderoga, Essex County, New York; † 7. März 1922 in Spokane, Washington) war ein US-amerikanischer Politiker. Zwischen 1895 und 1897 vertrat er den Bundesstaat Washington im US-Repräsentantenhaus.

## Werdegang
Noch in seiner Kindheit zog Samuel Hyde nach Wisconsin, wo er die öffentlichen Schulen besuchte. Während des Bürgerkrieges war er Soldat in einer Infanterieeinheit aus Wisconsin. Danach arbeitete er für einige Jahre als Landvermesser im nördlichen Bereich der Staaten Wisconsin und Michigan. Nach einem anschließenden Jurastudium an der University of Iowa und seiner im Jahr 1876 erfolgten Zulassung als Rechtsanwalt begann er in Rock Rapids (Iowa) in seinem neuen Beruf zu arbeiten. 1877 zog Hyde in das Washington-Territorium, wo er sich im Gebiet des Puget Sound niederließ und als Anwalt praktizierte. Drei Jahre später verlegte er seinen Wohnsitz und seine Kanzlei nach Spokane. Zwischen 1880 und 1886 war er Bezirksstaatsanwalt im Spokane County.
Politisch war Hyde Mitglied der Republikanischen Partei. Bei den staatsweit ausgetragenen Kongresswahlen des Jahres 1894 wurde er als Kandidat seiner Partei für das erste Abgeordnetenmandat von Washington in das US-Repräsentantenhaus in Washington, D.C. gewählt. Dort trat er am 4. März 1895 die Nachfolge von John Lockwood Wilson an. Da er im Jahr 1896 nicht bestätigt wurde, konnte er bis zum 3. März 1897 nur eine Legislaturperiode im Kongress absolvieren. Nach seinem Ausscheiden aus dem US-Repräsentantenhaus kehrte Hyde nach Spokane zurück. Dort war er von 1904 bis zu seinem Tod am 7. März 1922 Friedensrichter.